# Sahak I
Sahak I (Sahak I Kilistsi Meykhanei, (orm.) Սահակ Ա. Քիլիսցի (Մէյխանեճի, Մէյխանեճեան)) – duchowny Apostolskiego Kościoła Ormiańskiego, w latach 1674–1683 jeden z patriarchów tego Kościoła, Patriarcha-Katolikos Wielkiego Domu Cylicyjskiego.